# Lönnsjön
Lönnsjön är en sjö i Örkelljunga kommun i Skåne och ingår i Stensåns huvudavrinningsområde.